# Fosszilis élőlény
Fosszilisnek nevezzük azokat a taxonokat, amelyek nem jelenkoriak, hanem a földtörténeti múltban éltek. Ez azt jelenti, hogy minden olyan taxon fosszilisnek számít, amely a pleisztocén vége előtt, vagyis i. e. tízezer évnél régebben halt ki. Egy taxon akkor számít fosszilisnek, ha minden bele tartozó alacsonyabb szintű taxon fosszilis. A fosszilis ellentéte a recens élőlény.
A fosszilis szó nem azonos a fosszíliával, amely az élőlények megkövesedett maradványát jelenti. Ugyanakkor sok fosszilis fajt csak fosszíliák alapján ismerünk.
A fosszilis fajok mellett beszélhetünk úgynevezett szubfosszilis fajokról is, amelyek utolsó képviselői a pleisztocén és a holocén határán még éltek, és ezért nehéz egyértelműen eldönteni, hogy fosszilisnek, vagy recensnek lehet-e inkább nevezni őket.

## Néhány fosszilis faj
- Diatryma
- Smilodon
- Palaelodus
- Bathornis grallator
- Hesperornis